# High on Life (jeu vidéo)
High on Life est un jeu de tir à la première personne biopunk de Squanch Games. Il a été conçu par Justin Roiland, connu pour son travail sur les séries télévisées Rick et Morty et Solar Opposites. Il se déroule dans un monde de science-fiction absurde et coloré et présente des armes parlants anthropomorphes. Le jeu est sorti le 13 décembre 2022 pour Microsoft Windows, Xbox One et Xbox Series. Il est disponible sur le service d'abonnement Xbox Game Pass depuis sa sortie.

## Trame
À l'avenir, l'humanité a été prise par un cartel extraterrestre pour être utilisée comme drogue pour les extraterrestres. En tant que chasseur de primes, vous devez naviguer à travers la galaxie pour sauver les humains en utilisant des armes appelées Gattliens, des armes extraterrestres que vous utilisez pour éliminer les menaces.

## Accueil
High on Life reçoit à sa sortie un accueil critique « mitigé », recevant les notes de 68/100 sur PC et 65/100 sur Xbox Series X sur l'agrégateur de notes Metacritic.